# Caledothele
Caledothele là một chi nhện trong họ Dipluridae.